# 초 (전한)
초(楚, 기원전 202년 - 기원후 9년)는 중국 전한의 제후왕국으로, 최대 판도는 안후이성·장쑤성·저장성·장시성 일대며 이후 팽성군만으로 영역이 축소되었다. 서울은 하비(下邳, 현 피저우 시), 팽성(彭城, 현 쉬저우 시)이다.

## 개요
고제 6년(기원전 202년), 고제가 서초를 멸하고 옛 서초 땅 중 18제후왕 분봉 당시의 초나라 쪽 영역(설군·진군·사수군·동해군·회계군)만을 당시 제나라 왕이던 한신에게 봉하면서 성립됐다. 서초 땅 중 옛 위나라 영역(동군·탕군)은 양왕 팽월에게, 항우가 다른 제후왕에게서 빼앗은 땅은 회남왕 영포에게 주었고, 한신의 원래 봉토인 제나라는 몰수해 한나라의 직할령으로 삼았다. 이때의 서울은 하비현이었다.
이듬해, 한신은 모반 혐의로 왕위를 빼앗기고 회음후로 격하됐으며, 초나라를 회수를 경계로 둘로 나누어 회수 서쪽 36현을 초나라로 부르게 하고 고제의 이복동생 초원왕에게 하사했다. 이 초나라의 강역은 설군·사천군·동해군에 해당하며, 이때부터 초나라의 서울은 팽성현이 됐고 사천군은 초나라의 내사지가 됐다.
고후 6년(기원전 182년), 초나라 땅에서 설군을 떼어내 노나라를 만들고 여태후의 외손자인 장언을 왕으로 삼았다. 문제 원년(기원전 179년), 여씨 일족이 망하면서 노나라를 폐했고 초나라는 설군을 회복했다.
경제 2년 곧 초왕 무 20년(기원전 155년), 초왕 유무가 박태후의 상중에 간음했다 해 동해군과 설군을 빼앗겼다. 유무는 이에 반발해 이듬해(기원전 154년) 오초칠국의 난에 가담했으나 패배해 자결했다. 한나라는 설군과 동해군을 그대로 직할지로 두고, 초나라 내사지도 분할해 일부만을 초문왕 유례에게 주어 유무 대신 초나라 왕으로 삼고 나머지는 패군으로 만들어 직할지로 삼았다. 문왕의 현손 초왕 유연수가 죄를 지어 자살해 봉국이 폐지되자 구 초국령은 팽성군이 됐다.

## 장관

### 초상국
- 냉이(고제 시기)
- 진영(기원전 195년? ~ 기원전 194년?)

### 초승상
- 진영(기원전 194년? ~ 기원전 184년?)
- 여갱시(기원전 184년 ~ ?)
- 소의(문제 시기)
- 풍당(경제 초기)
- 장상(張尙, ? ~ 기원전 154년)
- 원앙(기원전 153년 ~ ?)

### 초상
- 송등(? ~ 기원전 27년)